# 公立の義務教育諸学校等の教育職員の給与等に関する特別措置法
公立の義務教育諸学校等の教育職員の給与等に関する特別措置法（こうりつのぎむきょういくしょがっこうとうのきょういくしょくいんのきゅうよとうにかんするとくべつそちほう、昭和46年5月28日法律第77号）は、公立学校の教育職員の給与やその他の勤務条件についての特例に関する日本の法律である。略称は、給特法（きゅうとくほう）。

## 沿革
第二次世界大戦後に労働法関連の諸法規が制定され、教育職員も労働者の一員として労働基準法や地方公務員法の規定が適用されるものとされた。しかし、現実には教育職員に残業手当が支払われず、残業手当を請求する訴訟が提起され、裁判所が残業手当の支払いを命じる、という事態が繰り返し起こった。このような事態に対応するため、文部省は教育職員の勤務状況の調査を行った。そして、そこで把握した残業の実態を踏まえて、「国立及び公立の義務教育諸学校等の教育職員の給与等に関する特別措置法」が1971年（昭和46年）5月28日に成立し、1972年（昭和47年）1月1日から施行された。これにより、平均残業時間（月8時間程度）に見合う基本給の4%に相当する「教職調整額」を支給することとなった。
2004年（平成16年）4月1日施行の「国立大学法人法等の施行に伴う関係法律の整備等に関する法律」（平成15年7月16日法律第117号）により、「国立及び公立の義務教育諸学校等の教育職員の給与等に関する特別措置法」という名称を「公立の義務教育諸学校等の教育職員の給与等に関する特別措置法」に改められる。
2006年（平成18年）6月2日に施行された「簡素で効率的な政府を実現するための行政改革の推進に関する法律」（平成18年6月2日法律第47号）の規定により、政府は公立学校の教育職員の給与の在り方に関する検討を行うこととなり、同年7月10日に初等中等教育分科会において「教職員給与の在り方に関するワーキンググループ」を設置し、同年7月から12月にかけて「教員勤務実態調査」が実施される。
2016年（平成28年）、「教育政策に関する実証研究」の一つとして「教員勤務実態調査」が行われる。
2019年（平成31年）1月25日、「学校における働き方改革」の一環として、給特法に規定する教育職員を対象とする「公立学校の教師の勤務時間の上限に関するガイドライン」が制定される。
2020年（令和2年）1月17日、「公立の義務教育諸学校等の教育職員の給与等に関する特別措置法の一部を改正する法律」（令和元年12月11日法律第72号）の規定により追加された7条（教育職員の業務量の適切な管理等に関する指針の策定等）の規定に基づき、文部科学大臣がガイドラインを「公立学校の教育職員の業務量の適切な管理その他教育職員の服務を監督する教育委員会が教育職員の健康及び福祉の確保を図るために講ずべき措置に関する指針」に改めた上で策定する。2021年（令和3年）4月1日、同法の規定により改正された5条が施行され、労働基準法32条の4に規定する「1年単位の変形労働時間制」が教育職員に適用されることとなった。
2024年5月、給特法上乗せ分を4％から10％以上に変更する改革案を中教審部会が提出したが、現場からは教職離れの抜本解決にならないとの声がある。日本労働弁護団は、本部会の委員に当事者である教職員労働組合の代表者がいなかったことを指摘し、現状の給特法の枠組みを維持しては、教員の長時間労働を是正できないと声明を出している。
2025年1月、第217回国会において、改正給特法が審議される。改正内容は、学校における働き方改革の一層の推進、組織的な学校運営及び指導の促進、教員の処遇の改善としており、2025年6月11日改正。2026年以降の施行を予定している。

## 内容
教育職員（主幹教諭・指導教諭・教諭・養護教諭・栄養教諭・助教諭・養護助教諭・講師・実習助手・寄宿舎指導員）には、原則として時間外勤務手当・休日勤務手当を支給しない代わりに、その教育職員の給料月額の4%に相当する額を教職調整額として支給しなければならない（給特法2条2項、3条1項、2項）。
公立学校の教育職員に時間外勤務を命じるには、次の超勤4項目に該当する場合のみ公務のために臨時の必要がある場合、健康及び福祉を害しないように考慮しなければならないとされており、それ以外は労働基準法36条協定を必要とする。「超勤4項目」とは次に該当するもので、「公立の義務教育諸学校等の教育職員を正規の勤務時間を超えて勤務させる場合等の基準を定める政令」で定められている。
1. イ 校外実習その他生徒の実習に関する業務
2. ロ 修学旅行その他学校の行事に関する業務
3. ハ 職員会議（設置者の定めるところにより学校に置かれるものをいう。）に関する業務
4. ニ 非常災害の場合、児童又は生徒の指導に関し緊急の措置を必要とする場合その他やむを得ない場合に必要な業務

## 2025年改正における付帯決議
公立の義務教育諸学校等の教育職員の給与等に関する特別措置法等の一部を改正する法律案に対する附帯決議
令和七年六月十日
-参議院文教科学委員会-
政府及び関係者は、本法の施行に当たり、次の事項について特段の配慮をすべきである。

1. 教育職員の時間外在校等時間を令和十一年度までに一箇月当たり平均三十時間程度に縮減するという本改正法附則第三条第一項に規定する目標を達成するため、地方公共団体の裁量にも留意しつつ、その実現に向けた工程表の策定を行うこと。また、当該目標は、一箇月当たり三十時間程度までは時間外在校等時間を認めるという趣旨ではなく、その一層の縮減が必要であることについて、学校、教育委員会、保護者、地域等に対して周知すること。
2. 教育職員の勤務条件の更なる改善のための措置について検討するため、本改正法附則第六条に規定する教育職員の勤務の状況を調査するに当たっては、これまで教育職員に対して行われた勤務実態調査にも留意し、その方法について十分に検討すること。また、教育職員の勤務条件の更なる改善のための措置を講ずるに当たっては、公立の義務教育諸学校等の教育職員の給与等に関する特別措置法における教育職員の健康及び福祉の確保という理念と教育職員の勤務の状況との差を埋めることができるよう必要な措置を講ずること。
3. 教育委員会は、時間外在校等時間が上限時間を超える学校に対して、当該学校の業務や環境整備等の状況を十分に検証し、在校等時間の長時間化を防ぐための取組に万全を期すこと。
4. 時間外在校等時間を形式的に上限の範囲内とするために、休憩時間、並びに週休日・休日を含めて、実際の時間外在校等時間より短い時間を記録することのないよう周知徹底すること。また、校長等が虚偽の時間外在校等時間を記録させることがあった場合には、信用失墜行為として懲戒処分等の対象となり得ることについても周知すること。
5. 時間外在校等時間の上限時間を遵守することのみを目的として、自宅等への持ち帰り業務を増加させることがあってはならないことについて、周知徹底すること。また、本来、業務の持ち帰りは行わないことが原則であることから、持ち帰りが行われている実態がある場合には、校長及び教育委員会は、その状況を適切に把握するとともに、国はフォローアップを行い、持ち帰りを行わずに済むよう、人員の配置拡充、業務の削減等の必要な取組を実施すること。
6. 学校における働き方改革の目的は、子供一人一人の特性や関心に応じた学びの実現であり、その目的のため、教育課程の編成の在り方について専門的な議論を深めるとともに、教職員定数の改善などの教育条件の整備も一体として同時に進めること。
7. 学校における働き方改革については、学校の設置者であり、教職員の服務を監督する教育委員会が、学校徴収金の公会計化をはじめとした業務の見直しや支援スタッフの予算化など学校を支援する取組について主体性を持って実施することが必要である。これらの取組については、単に教育委員会や学校のみの責務とするのではなく、地方公共団体の長のリーダーシップのもと、関係部署が一体となって、強力に推進すること。また、国は、常勤職員と同等の職務を遂行している臨時的任用教員の給与決定について、総務省通知から二級発令とすることが可能であることを任命権者である教育委員会に周知徹底すること。併せて、二級発令とした場合、義務教育費国庫負担金において財政措置がされることも周知すること。
8. 労働基準監督機関の権限を行使する人事委員会及び人事委員会を置かない場合の地方公共団体の長は、教育委員会が教育職員の業務量を適切に管理し、健康と福祉の確保を図るよう、その役割を十全に果たすこと。その際、社会保険労務士や法律家など外部の専門家の知見も活用し、教育職員が働き方について相談できる体制の構築に努めること。
9. 国は、服務監督教育委員会及び校長には自己の監督する教職員について、安全配慮義務があり、業務時間・業務内容を把握した上で業務量を適切に調整するなどの措置を取る必要があることについて周知すること。併せて、安全配慮義務を怠った場合には、損害賠償にも及ぶ可能性があることについても教育委員会と校長に周知徹底すること。また、教職員の過労死等の公務災害が疑われる事案が発生した際には、服務監督権者である教育委員会及び校長は速やかに調査を行い、再発防止に向けた取組を講ずること。
10. 国及び地方公共団体は、学校における働き方改革を円滑に推進できるよう、いわゆる「学校・教師が担う業務に係る三分類」に基づく取組が確実に実施されるよう、必要な財政措置等の条件整備を講ずること。また、国は、三分類について必要な見直しを行い、「教員が担うべきではない業務」を明確に示すとともに、教育委員会及び学校段階において、教育課程上の工夫を含めた業務改善の取組を整理・共有すること。さらに、こうした改革の趣旨について、国が主体的に保護者や地域に対して理解を促す広報や発信に取り組むこと。
11. 業務量管理・健康確保措置の実施における学校運営協議会の役割の重要性に鑑み、学校運営協議会の設置を推進するとともに、学校運営の支援機能向上、学校運営協議会委員の研修の改善と適切な処遇を行うこと。
12. 主務教諭の配置による教諭の職務内容・職責の変化がないことを踏まえ、主務教諭の配置のために、教諭の給与を引き下げることのないよう、地方公共団体に周知徹底すること。また、主務教諭の配置によって、学校内外で円滑に協力・協働体制が構築できるよう、周知すること。併せて、主務教諭の配置が地方公共団体による任意設置となっていることから、その配置人数分の義務教育費国庫負担金を確実に措置すること。
13. 教職調整額の一〇％への引上げを確実に実施するとともに、学校における働き方改革の進捗状況及び財源確保の状況等を踏まえ、教職調整額の引上げ時期の前倒しを検討すること。また、教職調整額の引上げが他の教育予算の削減につながることのないよう、必要な予算を確保すること。
14. 義務教育等教員特別手当を校務類型に応じて支給するに当たっては、現在行われている一律支給部分について、その支給ができないとの誤解が生じないよう周知すること。併せて、学級担任に義務教育等教員特別手当の支給を加算することについて、複数担任制を採っている場合にも支給が可能であることを周知すること。
15. 子ども・子育て支援制度の枠組みにおいて措置されている幼稚園教員の処遇改善に資する財政措置とその効果について、継続的にフォローアップを行うこと。
16. 国は、教育職員の業務の縮減のため、教育職員の担当授業時数を軽減するための教育課程の実施と抜本的な教職員定数の改善に努めること。また、スクールカウンセラーやスクールソーシャルワーカー、教員業務支援員等の学校における専門スタッフの配置の一層の拡充及び処遇改善に努め、地方公共団体の財政力に起因した配置の格差が生ずることのないよう、必要な財政措置を講ずること。併せて、国及び地方公共団体は、部活動の地域展開等を確実に進めるための措置を講ずるとともに、全国規模の「学校人材バンク」の構築などを講ずること。
17. 本改正法により時間外在校等時間の縮減が求められていることに鑑み、いわゆる「超勤四項目」以外の業務である部活動については、教育職員が正規の勤務時間を超えて従事することを命ずることができないことを踏まえ、部活動改革の推進等の必要な措置を講ずること。
18. 保護者や地域からの過剰な苦情や不当な要求などに関する教職員の負担感が大きいことを踏まえ、学校だけでは解決が難しい事案について、学校任せにするのではなく、保護者等から行政が直接相談を受けるなど、行政による学校問題解決のための支援体制の構築や、スクールロイヤーが学校や教育委員会の立場に立った代理人として対応することも含め、スクールロイヤーのより積極的な活用や配置充実に向けて、財政措置等の必要な措置を講ずること。
19. 令和の日本型学校教育を担う専門職としての教育職員の専門性の向上・キャリア形成のため、研修や教員養成段階への支援に加え、授業実践が共有できるプラットフォームの形成と教育データベースの整備を行い、多様な子供への効果的な授業実践や支援とその成果を科学的に分析・共有する仕組みを構築すること。その際、現場の教育職員の負担とならないよう配慮すること
20. 教育職員のメンタルヘルスを良好なものとする前提として、学校における労働安全衛生管理体制の整備が不可欠であることを踏まえ、産業医や健康管理医等の選任等、教員の健康確保措置の環境整備に際し、地方公共団体間で格差が生ずることのないよう、国が必要な支援を行うこと。また、学校における勤務間インターバルの取組を進めるため、国は必要な支援を行うこと。
21. 教育職員の安定的な確保及び質の向上のため、教育職員の免許制度及び養成・採用の在り方について検討を行い、その結果に基づき、法制上の措置その他の必要な措置を講ずること。また、教育職員の専門性・多様性の確保のため、教育職員の採用選考の実施時期及び回数等について、教育委員会による工夫改善の取組を促進すること。

右決議する。

## 問題

### 残業時間
給特法は、業務量にかかわらず「教職調整額」を一律に支給する一方で残業代は支給しないと定めていることから、教育職員の勤務時間の管理を曖昧にしているとの指摘がある。2013年のOECDによる国際教員指導環境調査(TALIS)で参加国34か国のうち日本は、教師の勤務時間が最長で、かつ授業時間が短く、学業以外の事務・会議・部活動などでの時間が長いことがわかった。2016年(平成28)の文部科学省調査により、教師の勤務実態が明らかとなり、改革に取り組むこととなった。
2013年（平成25年）に行われた横浜市教育委員会の調査では、1か月の時間外勤務が平均で約90時間という結果が出された。これは、学習内容の改定に伴う個別指導の増加や学校の小規模化による教育職員1人あたりの校務の増加が原因とされ、さらに2000年代以降は、夏休みも研修や教材研究、補習などによる出勤が必要となり、長時間労働が当然となっている実情があるとされる。残業代の支払いを求める訴訟が起こされた例もあるが、校長が残業を命じていないことや時間外勤務を断ることが出来たことを理由に訴えが退けられている。
2016年（平成28年）に行われた文部科学省の調査では、小学校の34%、中学校の58%の残業時間が月80時間（過労死ライン）以上となっているという結果となった。
2022年度文部科学省の教員勤務実態調査では、国が残業の上限として示している月45時間を超えるとみられる教員が、中学校で77.1％、小学校では64.5％で依然として長時間勤務が常態化しており、文部科学省は教員の処遇の改善や働き方改革を進めるとしている。

### 変形労働時間制
1年単位の変形労働時間制は、閑散期の勤務時間を短くする代わりに繁忙期の定時を延長する制度であり、繁忙期の退勤時間が一般的な保育園の預かり時間を超えてしまうため、子育て世代の教育職員は退職の必要が出てくるとされる。また、内田良は、そもそも教育職員に閑散期というものはなく政府が各月の勤務実態の統計を取らないまま変形労働時間制の導入を図ろうとすることを問題視しており、広田照幸は、変形労働時間制は見かけ上の残業時間は減らすが抜本的解決にはつながらないと指摘する。

### 適用根拠
元々、同法は国立学校教員を対象として、俸給月額の4％に相当する額の教職調整額を支給することが旧第3条で定められており、文部省が人事院と協議して定める場合に勤務時間外の例外ができるものとされていた。このため当時は4項目に加え、学生の教育実習指導の実務が存在していた。また、1974年2月制定の「学校教育の水準の維持向上のための義務教育諸学校の教育職員の人材確保に関する特別措置法」（人確法）で人事院が国会及び内閣に対して国会公務員である教職員給与について必要な勧告を求めることとされていることで、人事院勧告により国立学校教員給与が引き上げられていた。一方、公立学校教員は旧教育公務員法特例法第25条の5による国立学校準拠制に従い、その準拠により公立学校教員に波及する方法が採られた。しかしながら2004年に国立大学が法人化されることにより準拠の根拠が消失することとなった。これにより、給特法の名称は「公立の」と冠せられ、本来国立大学教員を対象にしていた4％調整額の根拠について、4％は参照基準となり具体的支給率が自治体条例によることと改正されていった。さらに、ストライキ権の代替である人事院勧告が国立学校準拠制の廃止により無くなったことで、各自治体の全国組織の全国人事委員会連合会は、人事院の外郭団体の一般財団法人日本行政人事研究所に教員のモデル給料法を作成されることで代替措置が諮られている。大阪大学 大学院人間科学研究科 准教授　高橋哲は、同手法を「外注」状態と位置づけ、勤労者の労働基本権の憲法第28条問題に発展しうる争点と指摘している。

### 適用範囲
現状でも公立学校教員の勤務時間その他の勤務条件は、一部の規定を除き、労働基準法が適用される。具体的には勤務時間は給与負担者である各都道府県及び政令市の条例等によって定められる。使用者は、労働者に、休憩時間を除き1週間について40時間を超えて、労働させてはならない。使用者は、1週間の各日については、労働者に、休憩時間を除き1日について8時間を超えて、労働させてはならないと規定されており、教育公務員はその制約を受ける。また、条例・規則においては、特別の必要がある場合について、「週休日」に勤
務を要する日として勤務を命じ、土曜日及び日曜日以外の勤務日を週休日に振替えを行うことができるよう規定されている。なお、労働基準監督機関としての役割については、人事委員会又はその委任を受けた人事委員会の委員（人事委員会を置かない地方公共団体においては、地方公共団体の長）が担っている。